# ファナーティカ (小惑星)
ファナーティカ (1589 Fanatica) は小惑星帯に位置する小惑星である。1950年にミゲル・イティゾーンがラプラタ天文台で発見した。
「ファナーティカ」は「熱狂的な女」を意味するスペイン語で、アルゼンチンのファン・ペロン大統領夫人エヴァ・ペロンに因んで名付けられた。